# Enrique Falcón
Enrique Falcón (Valencia, España, 1968) es un poeta adscrito a prácticas literarias críticas y socialmente comprometidas (poesía de la conciencia, escritura del conflicto, literatura activista, realismo crítico) en el panorama actual de la poesía española.

## Biografía
Nació en febrero de 1968 en la ciudad de Valencia. Insumiso al ejército y a la prestación sustitutoria, objetor fiscal a los gastos militares, milita en un sindicato anarquista, trabaja con jóvenes, forma parte de una comunidad cristiana de base y es miembro de organizaciones vecinales y de colectivos de apoyo en prisión.
Ha publicado varios libros de poesía y de ensayo político y su obra ha sido recogida en numerosas antologías y volúmenes colectivos dedicados a la poesía española actual.
Tras cerrar el ciclo de escritura de La marcha de 150.000.000 y de la Trilogía de las Sombras, y después de vivir durante esos 25 años en un barrio de acción preferente de la provincia de Valencia, regresó a su barrio natal, en la periferia obrera de la ciudad de Valencia. En ese mismo año de 2015, y representando a su país en los actos conmemorativos del Día Mundial de la Poesía que organizó la Unesco, anilló públicamente en Berlín el sentido de la última estrofa de su "Canción del levantado" a los jardines que rodean el Bundestag alemán. 
Cinco años después, y en mitad de los decretos de estado de alarma de la primavera de 2020, hizo público el libro-poema Sílithus, escrito durante los siete años anteriores y fruto de una respuesta social de encargo.
Vinculado a la coordinadora de la Unión de Escritores del País Valenciano - Foro Social de las Artes, fue miembro del consejo de redacción de la extinta revista "Lunas Rojas" y perteneció al colectivo de crítica literaria "Alicia Bajo Cero", responsable del polémico volumen Poesía y poder.
El corpus teórico que anima su labor como escritor y poeta ha ido apareciendo a lo largo del tiempo en diferentes artículos (principalmente las Cuatro tesis de mayo, Las prácticas literarias del conflicto y El amor, la ira) luego recopilados en el volumen Las prácticas literarias del conflicto: registro de incidencias.
En noviembre de 2022 hizo público, desde la revista de literatura "Quimera", su manifiesto "Escribir los últimos poemas del capitalismo", texto que se había presentado un par de meses antes en el curso de la Universidad de Castilla-La Mancha "La poesía y su poder de transformación: otros mundos".
Sus poemas han sido musicalizados por diversos artistas como Andreas Katerinopoulos, Javier Peñoñori, Exquirla o Niño de Elche.

## Obra

### Rasgos generales
A juicio de Araceli Iravedra, la obra de Enrique Falcón concibe la poesía como una tarea desorganizadora que opta por un discurso disidente al margen del lenguaje establecido. Así, en sus libros y poemarios “asistimos a la enunciación abierta de las lacras de la sociedad capitalista, a la narración de un conflicto civil puesta en manos de un nuevo sujeto revolucionario, pero tal narración no será lineal y cerrada: en busca de una práctica literaria conflictiva, refractaria a toda lectura unívoca, Falcón se decanta por una escritura experimental que funda una comunicación irracional jalonada de imágenes y asociaciones insólitas, determinada por la incoherencia sintáctica, el encabalgamiento violento y la omisión de los signos de puntuación normativos, sin que falte la irrupción frecuente, como piezas inesperadas del collage, de fragmentos de discurso enunciativo asimilables al testimonio-denuncia periodístico.”
La poesía de Falcón ha sido a menudo categorizada bajo los membretes de "poesía de la conciencia crítica", "nueva poesía social" o "literatura del conflicto" o "de la antiglobalización" (fue uno de los autores recogido en la antología Feroces y él mismo ha reivindicado en ocasiones la necesidad de una "poesía de corte crítico"; recientemente Domingo Sánchez-Mesa hacía uso, por ejemplo, del término "realismo crítico" para aplicarlo a Falcón), aunque todas estas etiquetas se vuelven polémicas en los estudios que abordan con más detalle su obra. Así, siguiendo la estela de lecturas realizadas por autores como Eduardo Milán (“los poemas de Falcón crean las condiciones para cantar la condición del hombre actual”) o Luis Bagué Quílez (“el autor opta por un discurso de aliento narrativo que pone de relieve las contradicciones de la sociedad capitalista y las convenciones del lenguaje establecido”), Alberto García-Teresa señala:

“La obra de Enrique Falcón supone un hito en la poesía española contemporánea. Su obra sabe conjugar una intención radicalmente renovadora, una alta exigencia a nivel estético, un abordaje muy explícito de la conflictividad socioeconómica y un firme objetivo, teóricamente muy sólido, de que su escritura trabaje en pos de la transformación social; todo ello ejecutado y ligado de una manera abrumadoramente coherente. El resultado es una poesía de gran calidad en la cual una rigurosa experimentación formal está supeditada totalmente a las necesidades expresivas y de representación, porque la mirada poética que desarrolla Falcón, que pretende enunciar el mundo que observa y vive (un mundo en crisis, atravesado por el sufrimiento y la injusticia social), requiere una ardua investigación lingüística y retórica.” 

De estas estrategias de despoetización, y de la progresiva voluntad de renovación en las técnicas de la poesía contemporánea, empleadas a lo largo de la obra de Falcón, se han ocupado recientemente los estudios de Eduardo Moga, Virgilio Tortosa, Antonio Méndez Rubio, Joaquim M. Magalhaes o Crespo-Massieu, según el cual

"(...) sólo un lenguaje en continua experimentación, que se cuestiona, se abre a múltiples significados, puede dar cuenta de esta poesía que quiere atravesar (con y desde las víctimas; desde su ausencia, pero sin usurpar su voz) la historia, salvarla en el poema. Así entiende la poesía Enrique Falcón: riesgo y compromiso con la palabra, ejercicio de libertad, multiplicación de voces y momentos, estremecimiento y temblor." 

En cualquier caso, la obra de Falcón destaca (así lo han subrayado lecturas críticas como la de Raúl Quinto) por saber despejar, en la historia reciente de la poesía escrita en España, el tradicional conflicto planteado por los desequilibrios entre literatura y activismo, evitando caer en el panfleto o en el material propagandístico que literariamente se pretende denunciar. Preguntado por el carácter insurgente de la apuesta poética contenida en sus libros, Falcón declararía para un reportaje publicado en el semanario Tiempo que

"...si la poesía nace en un contexto de indignante injusticia social, lo más coherente resulta ser la insubordinación (...) Escribiendo poemas que hagan compañía a la desobediencia de los otros y que logren resistir a las claudicaciones que sobre cada escritor también quieren ejercer el miedo y el poder. Manifestar que el verdadero compromiso de cualquier poeta lo es para con la literatura, a mí siempre me ha parecido una obviedad vacía e inútil que a menudo excusa el silenciamiento o la rendición." 

### La marcha de 150.000.000
Específicamente, La marcha de 150.000.000 (libro-poema publicado en sucesivas ediciones durante más de una década, hasta su publicación definitiva de 2009 y más tarde reeditada en 2017) profundiza en las huellas de los poetas que han hecho del poema un instrumento para el conocimiento crítico de la realidad y, “partiendo del marxismo y de la Teología de la liberación, construye largos poemas o cantos de una elevada tensión verbal que se prolongan en notas al margen y cuyo protagonista no es otro que el inmenso colectivo de los excluidos del progreso”.

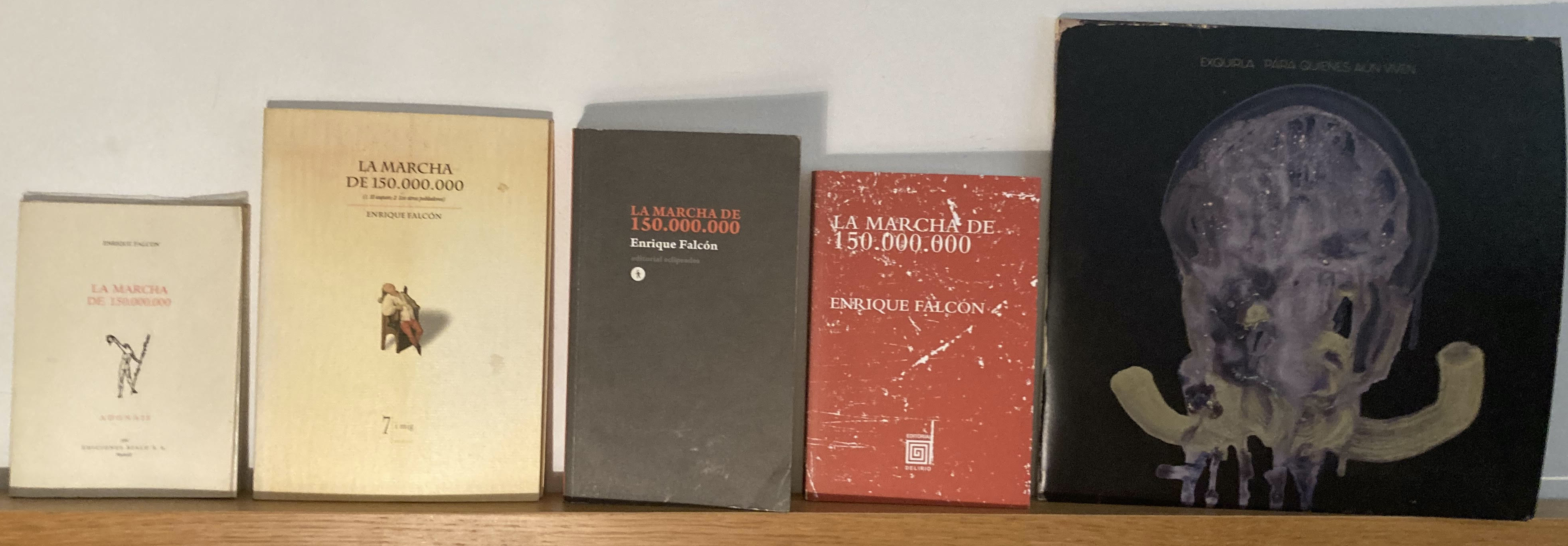
Diversas ediciones del libro-poema "La marcha de 150.000.000": Ediciones Rialp (1994), Germanía (1998), Eclipsados (2009) y Delirio (2017), con su versión musicalizada en el disco "Para quienes aún viven" (Superball Music, 2017).

En 2017 el grupo musical Exquirla lanzó su álbum Para Quienes Aún Viven (Superball Music-Century Media), cuyos ocho temas musicalizaban secuencias poemáticas de La marcha de 150.000.000 y ofrecían "el testimonio disidente de un tiempo salvaje que, como epifanía final, Falcón había plasmado hacía más de veinte años". En el primero de esos temas la voz del mismo Falcón aparece entrelazándose con el canto posterior del Niño de Elche.
Con este libro, advirtió el crítico Prieto de Paula, “queda cuestionada la institución poesía igual que antaño lo hiciera el socialrealismo de posguerra, del que difiere Falcón por su lenguaje vanguardista y su aliento universal”. Unos años más tarde, entre las páginas de la antología Las moradas del verbo: Poetas españoles de la democracia, este mismo autor destacaría cómo la obra poética de Enrique Falcón ha ido ensayando

"...una épica coral, antiidealista y retóricamente musculada, en la que el individuo de la poesía tradicional queda subsumido en un sujeto colectivo que camina en una anábasis redentora." 

En diversas ocasiones la crítica se ha ocupado de los golpes que este libro asesta contra la conciencia colectiva y personal del posmodernismo de mercado (así lo hace, por ejemplo, Santiago L. Navone en un estudio sobre poesía y pensamiento crítico). Considerado como uno de los escritores que en la España reciente "llevan recordando que la atmósfera del capitalismo salvaje es irrespirable", esta obra es una de las pocas que en la literatura española contemporánea aborda de un modo explícito la realidad del llamado Tercer Mundo, haciéndolo además desde una perspectiva crítica cristiana que logra trascender la experiencia concreta del saqueo, de la dominación y de la esperanza sobre una consideración más abierta acerca de la condición humana y de la suerte de la humanidad entera. Así,como ha señalado César de Vicente

"sus poemas de largo verso alientan una épica social capaz de hacer saltar todos los tópicos comunes, haciendo épico el nombre único de una multitud."

### La Trilogía de las Sombras
Al margen de La marcha de 150.000.000, proyecto que se inició a principios de los años 90 y del que se han publicado hasta cuatro ediciones, Enrique Falcón ha ido publicando una serie de poemarios que constituyen la llamada Trilogía de las Sombras, ocupada (tal como lo ha descrito el propio autor en sucesivas entrevistas) en la expresión personal y colectiva de los modos de sometimiento de la conciencia contemporánea, y de la que forman parte los volúmenes Amonal y otros poemas (libro publicado en 2005, acerca de los pactos con la violencia), Taberna roja (publicado en 2008, acerca de los mecanismos de tranquilización de las conciencias) y Porción del enemigo (libro que, publicado en 2013, habría de ocuparse del miedo en escenarios límites de crisis). Para algunos críticos esta "Trilogía de las Sombras" iniciaría, en la obra de Falcón, una "reconquista de la realidad cotidiana" desde nuevos parámetros de escritura poética crítica.
El cierre de la mencionada trilogía (y en particular, el último tramo que construye Porción del enemigo) supondría un paso adelante en la trayectoria poética de Enrique Falcón en tanto instrumento para pensar y afrontar, en términos de conciencia poética, el complejo momento al que se enfrenta la cultura occidental. Tal como señala Luis Bagué, en este libro "la denuncia de la explotación económica, el lamento ante la violencia fratricida o la revisión del tema de España conducen a una ética y una estética de la insubordinación". El libro presenta al lector (así ha sido señalado por críticos como Enrique Villagrasa) una cruda realidad que plantea la posibilidad de ser transformada y, en palabras ahora del propio autor, recogidas en la Nota Preliminar que encabeza el volumen, "la pregunta que este libro le confía a la tribu no es si nuestro enemigo podrá ser vencido (lo será), sino si podremos mirarlo de una vez, al menos un centímetro por encima de nuestros propios temores. Estos poemas hablan, casi todos ellos, desde la altura formidable de ese único centímetro posible: ojalá la poesía siga revelando, desde él, los secretos de esa resistencia, cuando esa comunidad de hombres y mujeres la alcanza a conseguir." 
Dos años después de ser formateadas para dos exposiciones exhibidas en museos bajo el título genérico de Notificaciones, comisariadas por el artista y cineasta Isaías Griñolo, las tres piezas que componen esta Trilogía se publicaron de nuevo, en la primavera de 2020, reunidas en un solo volumen que, editado por Huerga & Fierro, incluía la siguiente nota de su autor: 

“Este volumen se ocupa principalmente de las tres gramáticas básicas con que la estructura de dominación de nuestro mundo fue configurada entre la reconstrucción de las alianzas de poder en los años 90 y los inicios de la institucionalización del llamado 15-M, aquí en España, y del sombrío ascenso de las extremas derechas también en otros lugares de occidente. Entiendo por gramática, con Steiner, la estructura nerviosa con que la conciencia se comunica consigo misma y con los demás” 

### Sílithus
Fruto de una respuesta social de encargo que se le hizo al autor en el curso de unas asambleas de debate, Enrique Falcón empezó a escribir el libro-poema Sílithus en 2013 para dejarlo acabado en el otoño de 2019. Con la intención de que saliera de imprenta el primer día de la primavera de 2020, el estado de alarma decretado en España a raíz de la pandemia de la COVID-19 hizo que el libro, publicado por la Oveja Roja, tardara un par de meses más en distribuirse, aunque durante ese periodo de confinamiento el autor decidió regalar a dos mil lectores una versión electrónica, abierta y gratuita, del mismo. En la nota de presentación de esa primera entrega, Falcón reconocía que “(...) nunca pensé que este apocalipsis, que durante siete años fui escribiendo sabiéndolo tan alejado de las habituales corrientes de nuestra poesía reciente, acabara publicándose en coincidencia con tales circunstancias.” 
Compuesto por más de 3500 versos y dividido provisionalmente en tres secciones ('Libro de los vigilantes', 'Libro de las parábolas' y 'Libro de las luminarias'), Sílithus se enmarca poéticamente en las tradiciones judeocristianas de los apocalipsis. En el libro se recuperan las ilustraciones que Ernst Haeckel realizara en 1862 a partir de diversos ejemplares de radiolarios, las anticipaciones urbanísticas de Burgess y los estudios sobre tradiciones míticas de Joseph Campbell, entre otras fuentes señaladas en sus "Anotaciones", y su dedicatoria misma ("para las plantas, los insectos, las niñas y los pájaros") es deudora de las primeras páginas de Resurrección, de León Tolstói. Acerca de su revisión de las convenciones líricas actuales, las primeras reseñas críticas sobre Sílithus advirtieron pronto que se trataba de un libro “totalmente crítico y alejado de la poesía que ahora se escribe en la península”.
Al poco tiempo de salir publicado, algunos críticos subrayaron el hecho de que se trataba de “una distopía que alberga en su interior una utopía”  capaz de "explorar las posibilidades de un apocalipsis como momento revolucionario"  y, en una entrevista concedida a raíz de la publicación del poema, el mismo Falcón declaraba que

“La caída no se puede evitar, porque la fortaleza del Poder es enorme, aunque lo hayamos erigido nosotros mismos. Eso mismo es lo que, en su primera mitad, afirmaron siempre los Apocalipsis. Por desgracia, esta primera mitad es la única que ha quedado apresada en la memoria colectiva de la gente. De hecho, muchas personas creen que los apocalipsis son relatos tremendistas sobre la Caída del Mundo, y no es cierto. En su segunda parte, los apocalipsis relatan algo mucho más importante (pienso en Enoc, pienso en Juan de Patmos, pienso en Gudea de Lagash, y Sílithus también lo hace): que lo que cae no es El mundo, sino el poder de Un mundo, el que rige este mundo. Y que lo que surgirá de ahí es, sin ese poder ya de por medio, una vida más plena y más digna para una tierra hermosa decididamente más justa. Creo firmemente, esperanzadamente, sobre-esperanzadamente, en la inevitabilidad de esas dos mitades. De las dos.” 

Y así, tras haberse señalado la actualización resistente que su historia hace de los mitos medulares de algunas culturas humanas ("herida mitológica" es el término que Jesús Aguado empleó en una reseña crítica publicada en El Ciervo ), lecturas como la de Eduardo Almiñana reconocían en el poema la presencia de una fuerte crónica narrativa, literariamente anticipatoria, empeñada en revisar los principales mitos de una civilización muy próxima a devastadores colapsos sociales y ecológicos:

“La historia de Sílithus (…) es la de la revolución de una noche en código, la del cataclismo posterior del establishment, la de los escritos biológicos en los que se ha cincelado la crónica, y la de la sociedad posfutura. Imbricados en los mitos de Sílithus se encuentran las pesadillas de este presente: las atrocidades no contadas quemadas y laceradas en las carnes de los niños de Siria, las salvajes violaciones de la Operación Sangaris perpetradas bajo la atenta mirada de nuestros vecinos europeos, las torturas y las extradiciones y las nuevas torturas, las balas de francotiradores risueños y divertidos segando aturdidas vidas palestinas, los procedimientos médicos carniceros e infernales en prisiones como Guantánamo, la planificada devastación del puerto y de los barcos pesqueros que alimentan a los yemeníes y la hambruna segadora de millares de vidas” 

A partir de Sílithus, en el Festival de Cine Europeo de Sevilla (noviembre de 2021) Isaías Griñolo estrenó el cortometraje A 2 metros del apocalipsis: el informe de Enrique Falcón, y algunos de los textos del film serían después recitados en el ciclo que, bajo el título de "La Violenza", el mismo Griñolo organizó en la Academia española de Roma durante el mes de octubre de 2022.
De las cinco secciones que el autor había anunciado para la composición total y definitiva de este poema-río, la edición de 2020 presentó la primera, la segunda y la quinta partes. La tercera, con el título de Las Últimas Semanas, se publicó como libro independiente en el año 2023 y la cuarta sección (El Libro de los Sueños) a día de hoy todavía permanece inédita.

### Poéticas
Enrique Falcón ha ido formulando, en diversos trabajos y libros (recopilados posteriormente en el volumen Las prácticas literarias del conflicto. Registro de incidencias 1991-2010 ), sucesivas concepciones acerca de su poesía y de las conexiones políticas de la literatura actual con el mundo en que ésta se inserta.
- De El amor, la ira (escritos políticos sobre poesía):

"La injusticia no es anónima: / tiene nombre y dirección" (Brecht). Un buen poema político no "mueve al mundo". Ayuda a recobrar aliento. Un buen poema político no "hace caer a la injusticia". Le da nombre y dirección.

Las tensiones que desata toda poesía política son de índole estrictamente espiritual, sobre la base de las condiciones materiales de la vida: (i) Si es posible la esperanza en un mundo repleto de víctimas. (ii) Si tienen un futuro nuestros muertos (y si es factible llamarlos nuestros muertos). (iii) Si cabe entre nosotros, moradores de una vida cómplice con el sistema que los produce, la posibilidad de una vida plena y resistente que podamos, finalmente, celebrar.
Por todo ello, bien se puede decir que es la nuestra una poesía de combate.

Nuestro “Compromiso”: (i) Nuestro esfuerzo literario no está “comprometido con el lenguaje” (y, mucho menos, con el oficio o con la obra propia). (ii) Nuestro compromiso literario lo es de carga política y espiritual. (iii) La expresión de esa dicción cargada es absolutamente lingüística. (iv) Nuestros artefactos son palabras. (v) El trabajo en que nos sumergimos para conseguir lo que buscamos se realiza desde la base del material de la lengua y los registros del habla. (vi) Entre sus muchas posibilidades, contemplamos la distorsión de la lengua como parte constitutiva de un fuerte posicionamiento político y espiritual en el medio del mundo. (vii) Pero, aun metidos de lleno en la ductilidad de este material lingüístico, no estamos de modo alguno “comprometidos con el lenguaje”.

- De Cuatro Tesis de Mayo:

El desgarro de la boca no es un ejercicio vacío si el territorio que pisamos es el de la matanza, y todavía se me tendrá que demostrar que no vivimos inmersos en él. Lejos de ciertos espejismos de "transparencia" y "borrado del montaje", soy incapaz de olvidar que un poema es –entre otras muchas cosas– un artefacto de palabras y un gesto de lenguaje y que le es legítimo hablar en una lengua que no sea la materna. Además de lo propiamente ideológico, el llamado estilo presupone –también– un acto de elección moral.

- De Poesía y rebeldía:

Belleza: un asunto bien serio para la poesía política, como ocurre con cualquier otro tipo de práctica literaria. Coincido contigo: la sed, el hambre, de belleza que convoca un poema ha de darse, sobre todo, también en un poema político, en cuya conmoción concurren –además– otras y nuevas hambres, como las de las heridas compartidas de su tiempo.

- De Una poética para 150.000.000:

desordenar la vida (en la intemperie compartida del mundo), hacer visible lo ninguneado y apurar el tiempo de las acogidas : acompañar tantas opciones –personales, colectivamente organizadas, removiéndose en red– por la resistencia : bajar al temblor de dentro en el encuentro con los otros : renombrar el mundo allí donde la herida, allí donde estalle la vida que resiste : incluir la distorsión de la lengua en un proyecto de escritura que ponga en conflicto nuestras relaciones simbólicas y políticas con el reino de los asesinos, el de –también– los usurpadores del lenguaje : reconocer insuficiente la viabilidad de la protesta a partir de sólo los contenidos : y (contra todo descanso) : pronunciar "nosotros" –para el cautiverio y la esperanza– en una lengua que no sea la materna.

- De Residua:

Para tiempos de tranquilización social y de consenso como éste en el que vivimos, la poesía política bien pudiera introducir una cierta dosis de desorden. En la “ruptura de los consensos” que comparte con los movimientos políticos antagonistas, este deslizamiento hacia el desorden (...) es una poderosa capacidad que tiene el lenguaje poético cuando lo que se entiende por “compromiso” absorbe y desborda la tarea de los poetas, siempre que éstos se perciban –en primer lugar y ante todo– como ciudadanos que también comparten la casa del hombre.

Creo que hoy es una soberana pérdida de energías escribir fuera de ese vasto y extensísimo campo de experimentación que ofrecen los diversos “realismos”. Pero igualmente me parece inevitable introducir grietas y tensiones en un lenguaje que es también el del poder, lenguaje portador de signos naturalizados, aptos para la exclusión y para el dominio. Toda mi poesía parece moverse en la tensión incómoda de esos dos polos, y la posibilidad de poder expresar hoy evidencias imprevisibles acaba siendo una de las aventuras más apasionantes que en este tiempo podría imaginarme. Consecuencia de todo ello, se puede caer en una poesía “de la claudicación” bien por la vía del realismo chato de los pacificadores del mundo, bien por la vía del inocuo solipsismo de quienes, desatándolo todo sobre las fracturas del lenguaje, desactivan las cargas políticas y comunicativas del poema. Démosle la razón a Cortázar: “Lenguaje quiere decir residencia en una realidad. (...) No se puede revivir el lenguaje si no se empieza por intuir de otra manera todo lo que constituye nuestra realidad”. En fin: mucha poesía ya se ha escrito para dejarla tan alejada de los hombres y mujeres de nuestro tiempo; habrá que ir pensando en cómo hacer hoy posible una nueva literatura residente, un nuevo combate de legitimaciones.

## Publicaciones

### Poesía
- El día que me llamé Pushkin, Ediciones del Ayuntamiento de Sevilla, 1992
- La marcha de 150.000.000 [1]: «El Saqueo», Rialp, Madrid, 1994
- La marcha de 150.000.000 [1 y 2]: «El Saqueo» y «Los Otros Pobladores», Germania, Valencia, 1998
- AUTT, Crecida, Huelva, 2002
- Nueve poemas, Ed. Universidad de Valencia, 2003
- Amonal, Idea, Tenerife, 2005
- Para un tiempo herido, Amargord, Madrid, 2008
- Taberna roja, Ed. Baile del Sol, Tenerife, 2008
- La marcha de 150.000.000 [cantos completos: 1-5]: «El Saqueo», «Los Otros Pobladores», «Para los que aún viven», «La Caída de Dios» y «Canción de E», Ed. Eclipsados, Zaragoza, 2009
- Porción del enemigo, Ed. Calambur, Madrid, 2013
- Aluvión, Ed. La Oveja Roja, Madrid, 2017
- La marcha de 150.000.000 [cantos completos: 1-5]: «El Saqueo», «Los Otros Pobladores», «Para los que aún viven», «La Caída de Dios» y «Canción de E», Ed. Delirio, Salamanca, 2017
- Trilogía de las Sombras [Amonal, Taberna roja y Porción del enemigo], Ed. Huerga & Fierro, Madrid, 2020
- Sílithus, Ed. La Oveja Roja, Madrid, 2020
- No adoptes nunca el nombre que te dé la policía. Poesía selecta 1992-2022, Ed. Baile del Sol, Tenerife, 2022
- Las Últimas Semanas, Ed. Huerga & Fierro, Madrid, 2023

### Ensayo y ediciones
- (con el colectivo Alicia bajo Cero) Poesía y poder, Ediciones bajo Cero, Valencia, 1997
- Dimensiones políticas del voluntariado, Cristianisme i Justícia, Barcelona, 1997
- Aproximación a las narraciones juveniles de hoy, Cristianisme i Justícia, Barcelona, 2001
- (coord.) No doblar las rodillas: siete proyectos críticos en la poesía española reciente, Universidad de Chile, Santiago de Chile, 2002
- El amor, la ira: escritos políticos sobre poesía, Ediciones del 4 de agosto, Logroño, 2006
- (coord.) Once poetas críticos en la poesía española reciente, Baile del Sol, Tenerife, 2007.
- (coord.) Poesía y desorden, Centro de Documentación Crítica, colección Contratiempos, Madrid, 2007
- (ed.) Antonio Orihuela: Todo caerá, Atemporia, Ciudad de México, 2008
- (ed.) Roque Dalton: El turno del ofendido, Baile del Sol, Tenerife, 2009
- (coord.) Soda caústica: 5 poetas latinoamericanos, Fundación Inquietudes, Madrid, 2009
- Las prácticas literarias del conflicto: registro de incidencias, La Oveja Roja, Madrid, 2010
- Residua, Pliegos de la Fundación Inquietudes, n.º 12, Madrid, 2013

### Antologías y obras colectivas
Textos y poemas suyos han sido incluidos en numerosas antologías, entre ellas: «Joven poesía española» (La Página, 1997); Feroces: antología de poesía de la conciencia radical, marginal y heterodoxa (DVD, Barcelona, 1998); Voces del extremo: las voces de la poesía española al otro extremo de la centuria (Fundación JRJ, Moguer, 1999), Poesía y Conciencia (JRJ, 2000), Poesía y Conflicto (JRJ, 2001); Pasar la página: poetas para el nuevo milenio (Eds. Olcades, Cuenca, 2000); Poesia Espanhola Anos 90 (Relógio d'Água ed., Lisboa, 2000); El último en morir que apague la luz: Atlas poético (Ateneo Obrero de Gijón, 2001); Una mirada hacia la poesía española actual (Luna Nueva, Colombia, 2003); Poesía de la conciencia (Zurgai, Bilbao, 2003); Sexta Antología de Adonais 1993-2002 (Rialp, Madrid, 2004); Poesía pasión: doce poetas españoles (Libros del Innombrable, Zaragoza, 2005); Spain’s poetry of conscience (International Poetry Review, USA, 2006); Poesía para bacterias (Cuerdos de Atar, Huesca, 2008); Animales distintos: muestra de poetas españoles nacidos en los 60 (Consejo Nacional para la Cultura y las Artes, Ciudad de México, 2008); Voces del extremo: poesía y capitalismo (Fundación Juan Ramón Jiménez, Moguer, 2008); Poesía española de los 90 (Editorial de la Universidad Nacional de Mar de Plata, Buenos Aires, 2008); Voci dalla poesia spagnola contemporanea (Sentieri Meridiani Edizioni, Roma, 2009); Las moradas del verbo. Poetas españoles de la democracia (Calambur, Madrid, 2010); Una muestra de la poesía española contemporánea (Sol Negro ediciones, Lima, 2011); Voces del Extremo: Antología 1999-2011 (Fundación Juan Ramón Jiménez, Moguer, 2011); Quien lo probó lo sabe: 36 poetas para el tercer milenio (Letra Última, Zaragoza, 2012); Poesía experimental española: antología incompleta (Calambur, Madrid, 2012); Antología de la poesía anarquista del siglo XX (Gato Negro, Bogotá, 2013); Poesía y resistencia (Amagord, Madrid, 2013); Disidentes: antología de poetas críticos españoles 1990-2004 (Oveja Negra, Madrid, 2015); Nova mondo en niaj koroj: elmontro el nuntempaj Hispaniaj kritikaj poetoj (Calumnia, 2016); Poesía reciente (ed. Kriptus, Cochabamba, Bolivia, 2016); Fugitivos. Antología de la poesía española contemporánea (Fondo de Cultura Económica, México DF, 2016); 43 poeti per Ayotzinapa (Arcoriris, Salerno, Italia, 2016); Qué será ser tú. Antología de poesía por la igualdad (ed. Universidad de Sevilla, 2018); Grand Tour. Reisen durch die junge Lyrik Europas (Hanser, Munich, 2019); Naturaleza poética. Antología de ecopoesía (La Imprenta, Madrid, 2022); Hablamos de ti, capitalismo. Antología 25 años de Voces del Extremo (La Vorágine, Santander, 2023); Poetes a la València lliure (ACIO, València, 2023); Se agota el tiempo. Antología de Rebelión poética por el clima (La Vorágine, Santander, 2024).
Ha participado también en los libros colectivos Construir a paz (Edicions Xerais, Vigo, 1996), Lavapiés (Ópera Prima, Madrid, 2001), La paz y la palabra: letras contra la guerra (Editorial Odisea, Madrid, 2003), Poemas contra el olvido (Ed. Bartleby, Madrid, 2004), Canto a un prisionero (Ed. Poetas Antiimperialistas, Ottawa, 2005), La (re)conquista de la realidad: la novela, el teatro y la poesía en el siglo presente (Tierradenadie ediciones, Madrid, 2008), El árbol talado que retoña: Homenaje a Marcos Ana (El Páramo-Fundación de Investigaciones Marxistas, Córdoba, 2009), Por donde pasa la poesía (Baile del Sol, Tenerife, 2011), Imagina cuántas palabras (Alkibla, Pamplona, 2013), Poesía indignada (Zurgai, Bilbao, 2013), En legítima defensa (Bartleby, Madrid, 2014), Versos por  la paz  y contra  el miedo (Zurgai, Bilbao, 2014) Los 43:  poetas por Ayotzinapa (México DF, 2015); Palabras  de  barricada (Queimada, Madrid, 2015); SomosCocacola en lucha: una autobiografía colectiva (Oveja Roja, Madrid, 2016); Naciendo en otra especie: antología de poesía Capital Animal (Plaza y Valdés, Madrid, 2016); Contra: poesía ante la represión (Coordinadora Anti Represión, Murcia, 2016); Residir, resistir, recibir (La Vorágine, Santander, 2017); LaborArte 2016 (Organización Internacional del Trabajo, Madrid, 2017); Mborayhu (Valencia Acoge, Valencia, 2020); Sombras que iluminan (Colectivo Fotográfico de Leganés, Madrid, 2022); y Voces del extremo: poesía y techo (Petalurgia, Madrid, 2023)

## Premios y reconocimientos
- 1992 Premio Nacional «Antonio Machado» de Poesía (Sevilla).[1]
- 1992 Accésit nacional del «Gerardo Diego» de Poesía (Madrid).[1]
- 1999 Premio «Ojo Crítico» de poesía por La marcha de 150.000.000.[1]